# Sosna Montezumy
Sosna Montezumy (Pinus montezumae Lamb.) – gatunek drzewa iglastego należący do rodziny sosnowatych. Sosna Montezumy występuje w Górach w Meksyku na wysokości 1500 m n.p.m. a w Gwatemali 1000–3000 m n.p.m. Wytrzymuje temperaturę do -5 °C.

## Morfologia

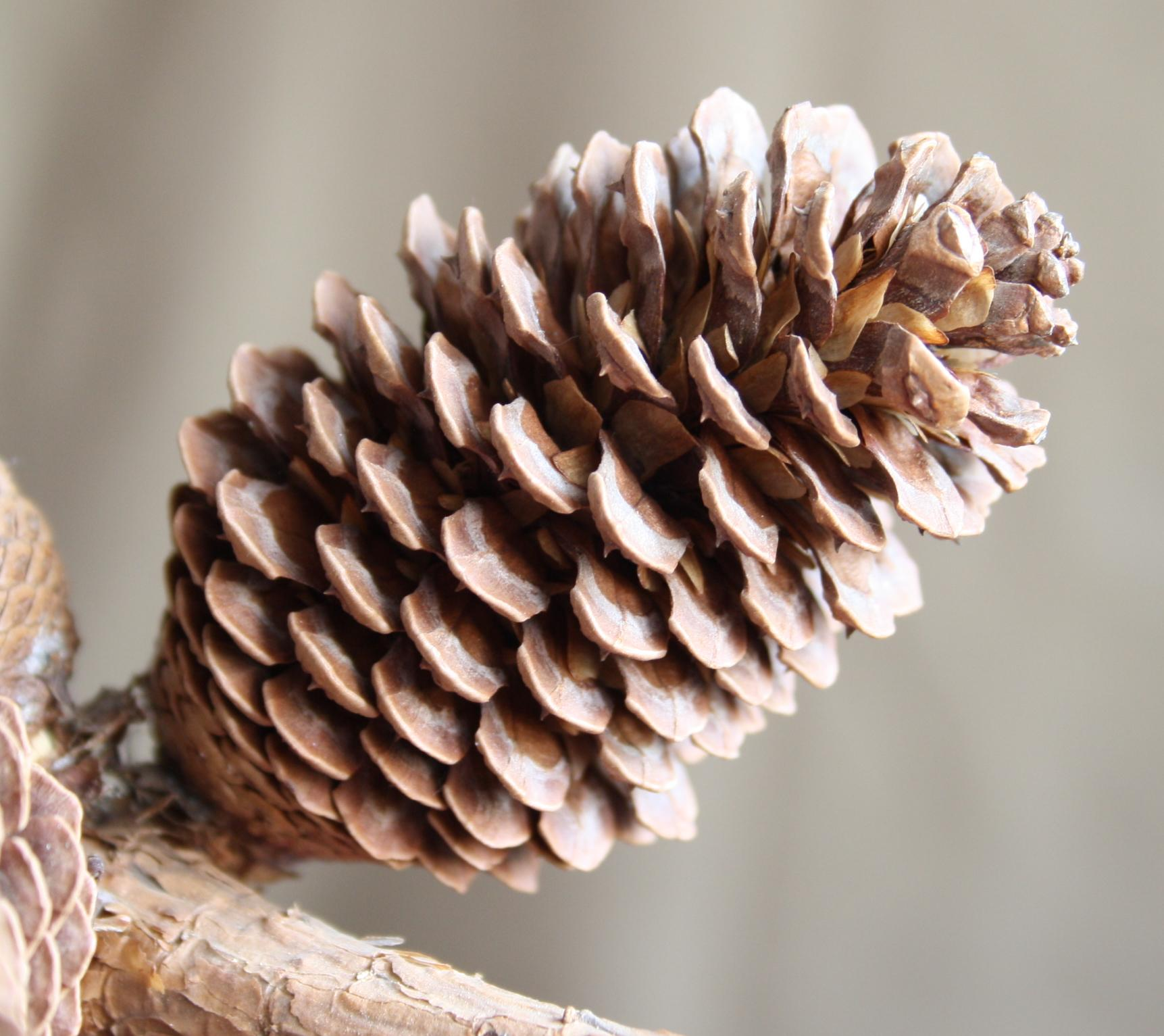
Szyszka nasienna

PokrójDrzewo iglaste, zimozielone. Młode osobniki mają przysadzistą sylwetkę z wznoszącymi konarami, później wykształca rozłożystą, kopulastą koronę.
PieńOsiąga wysokość 20-35 metrów
PędyZadarte, z wyrastającymi we wszystkich kierunkach igłami.
LiścieIgły zielone, długie, od 15 do 30 cm. Po pięć w pęczku.
Szyszki15 cm długości, 10 cm szerokości po otwarciu.
KoraRóżowoszara, chropowata, pokryta szerokimi, podłużnymi bruzdami, pomiędzy którymi występują spękane pasma starej korowiny.